# لورا مولر
لورا مولر (بالألمانية: Laura Müller)‏ هي عداءة سريعة ألمانية، ولدت في 11 ديسمبر 1995 في Dudweiler ‏ في ألمانيا.

## وصلات خارجية
- لورا مولر على موقع الاتحاد الدولي لألعاب القوى (الإنجليزية)
- لورا مولر على موقع الاتحاد الألماني لألعاب القوى (الألمانية)
- لورا مولر على موقع أوليمبيديا (الإنجليزية)
- لورا مولر على موقع اللجنة الأولمبية الألمانية (الألمانية)